# Usine de traitement des eaux usées Deer Island

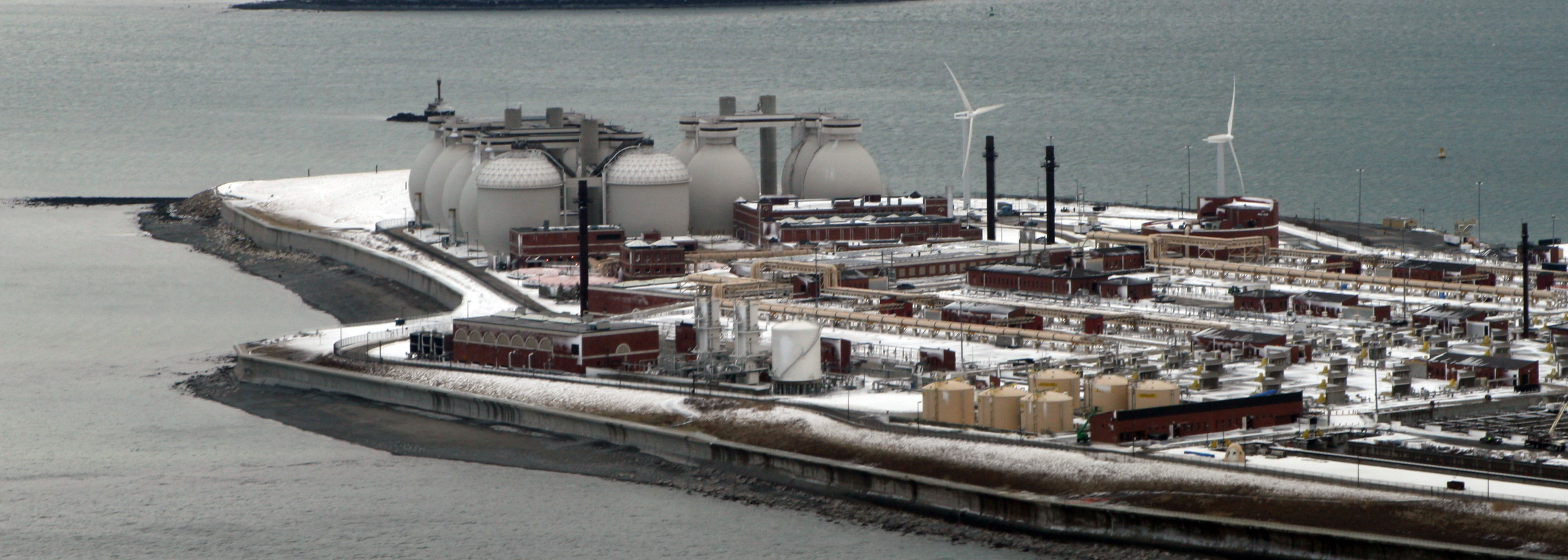
Vue aérienne de la station d'épuration Deer Island, 2010. Photo par Doc Searls.

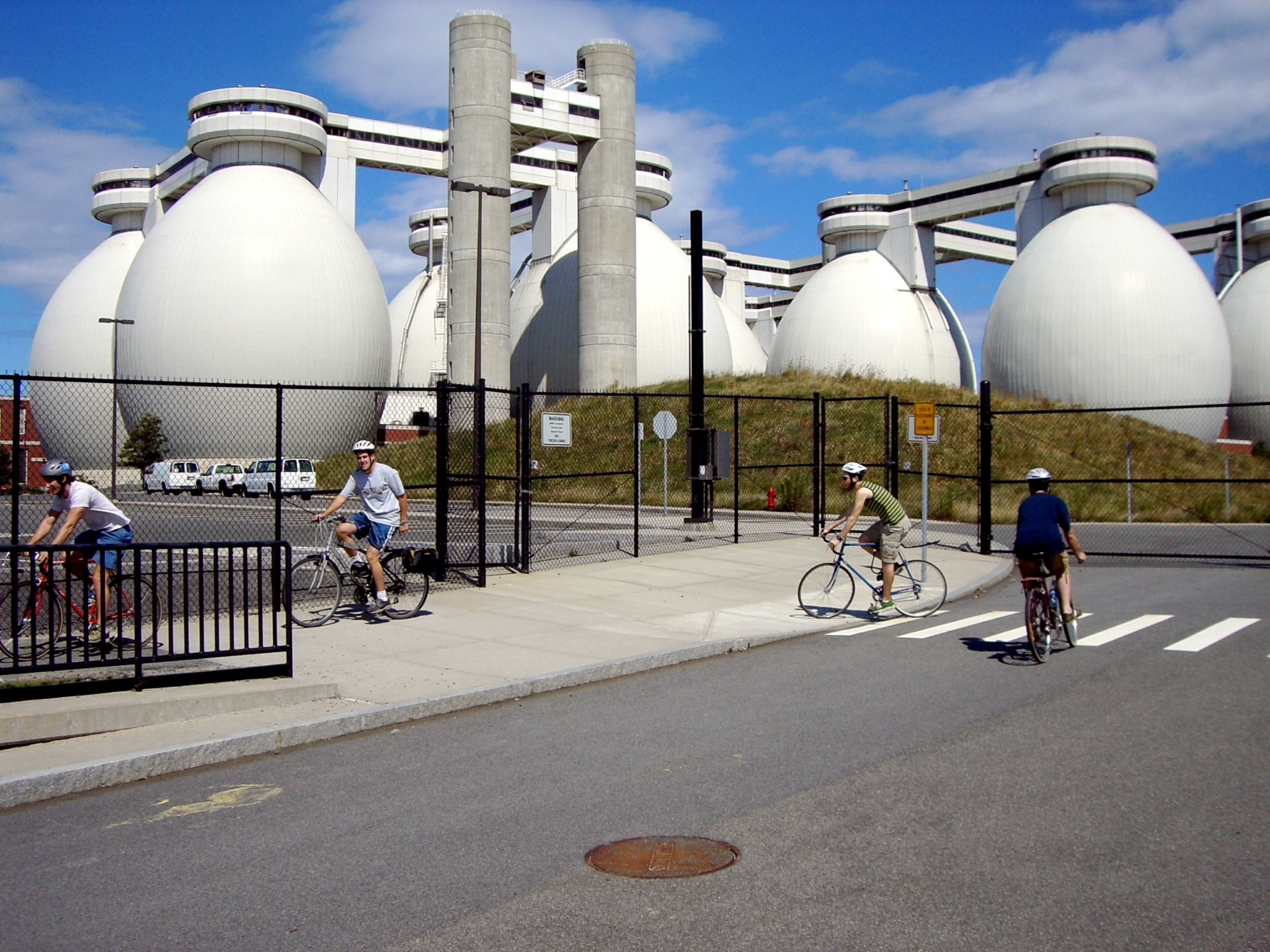
Cyclistes visitant des digesteurs de boues d'épuration

L' usine de traitement des eaux usées Deer Island est située sur l'une des îles du port de Boston dans le port de Boston . L'usine est exploitée par la Massachusetts Water Resources Authority (MWRA) et a commencé à fonctionner partiellement en 1995. L'installation a été pleinement opérationnelle en 2000 avec l'achèvement du tunnel de sortie.
Deer Island est la deuxième plus grande station d'épuration des eaux usées aux États-Unis. L'usine est un élément clé du programme de protection du port de Boston contre la pollution provenant des réseaux d'égouts dans l'est du Massachusetts. Sa construction a été mandatée par une décision de la Cour fédérale de 1984 du juge Paul G. Garrity, dans une affaire portée en vertu de la Clean Water Act,.
Des années 1880 à 1991, le nord-est de l'île était occupé par  la prison de Deer Island .

## Historique
Le premier système d'égout sanitaire de la région de Boston, desservant dix-huit villes et villages, remonte à 1884. Il collectait des eaux usées brutes sur l'île Moon dans le port et les déchargeait à 500 pieds au large, avec la marée descendante.
En 1889, le Metropolitan Sewerage District a été créé. Au cours des quinze années suivantes, l'agence a construit l'un des meilleurs réseaux d'égouts régionaux aux États-Unis, bien  qu'elle évacuait encore les eaux usées brutes dans l'océan.
En 1940, il y avait trois points de rejet des eaux usées brutes dans l'océan Atlantique, sur les îles Nut, Deer et Moon. Ces eaux usées ont contaminé les bancs de coquillages au point que les discussions sur la construction d'usines de traitement ont commencé. L'usine Nut Island a ouvert ses portes en 1951. L'usine de Deer Island a ouvert ses portes en 1968 et l'usine de Moon Island a été convertie pour un usage de secours et de surverse.
Le Metropolitan Sewerage District a été réorganisé en MWRA, une agence plus grande, en 1985. En vertu de l'ordonnance du tribunal fédéral, la MWRA a complètement reconstruit le système de traitement des eaux usées entre 1985 et 2000. Depuis, toutes les eaux usées sont traitées et l'effluent est rejeté au fond de la mer à 9,5 milles (15,288768 km) du rivage,.
En 2017, la MWRA, Massport, le US Army Corps of Engineers et Eversource ont conclu une entente  pour déplacer le câble d'alimentation de Deer Island qui bloquait les plus gros navires de l'accostage au terminal de Conley . Le câble avait été posé trop peu profond par la Boston Edison au travers du chenal réservé dans le port de Boston, violant son permis et empêchant le US Army Corps of Engineers de draguer un chenal de navigation plus profond. En août 2019, un nouveau câble a été mis sous tension, obligeant Deer Island à fonctionner sur une alimentation de secours pendant quelques jours, mais ajoutant une ligne de fibre optique redondante depuis South Boston. Eversource a payé 17,5 millions de dollars pour rembourser la valeur restante du câble existant, et les clients des égouts de MWRA paient 97,5 millions de dollars pour la remise en place.

## Opération
Les eaux usées des 43 communautés de la région de Boston desservies par la MWRA atteignent l'usine par quatre tunnels. Trois stations de pompage d'une capacité combinée de 1 270 millions de gallons par jour (mgd) soulèvent les eaux usées d'environ 150 pieds vers des clarificateurs de traitement primaire qui utilisent la gravité pour éliminer environ la moitié des polluants. L'étape suivante, le traitement secondaire, utilise de l'oxygène pur pour activer les micro-organismes qui consomment les matières organiques. Deer Island génère cryogéniquement 130 à 220 tonnes d'oxygène par jour à cette fin.
La boue et l'écume des étapes de traitement primaire et secondaire sont épaissies et introduites dans douze digesteurs d'eaux usées de 130 pieds de haut. Les boues digérées sont ensuite envoyées de l'autre côté du port à une usine de granulation au chantier naval Fore River à Quincy. La production est vendue comme engrais et expédiée aux clients par train et camion.
Le méthane produit par le processus de digestion est brûlé pour produire de la vapeur qui est envoyée à une turbine qui génère environ 3 mégawatts d'électricité, fournit de la chaleur pour les processus de traitement et le chauffage des bâtiments.
Deux éoliennes installée sur le site génèrent le reste de l'énergie requise à l'usine.

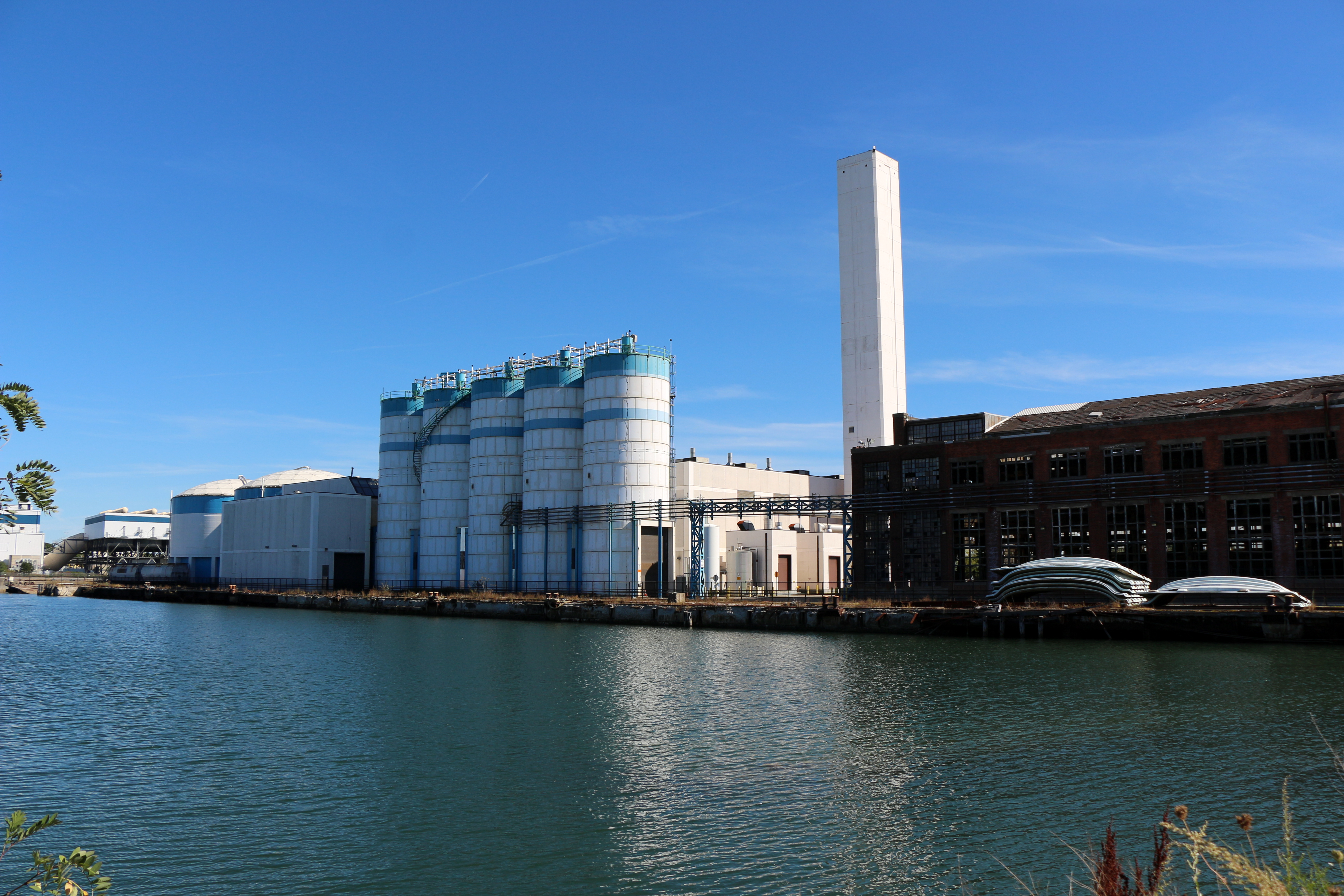
Usine de granulation de la MWRA à Quincy, Massachusetts

Après le traitement secondaire, 85% des polluants ont été éliminés.
L'effluent est traité avec de l'hypochlorite de sodium pour tuer les bactéries, puis avec du bisulfite de sodium pour éliminer le chlore.
On le décharge ensuite dans un tunnel d'exutoire gravitaire d'une langueur de 9,5 miles et 24 pieds de diamètre qui passe sous la baie en direction de l'océan. C'est l'un des tunnels sous-marins les plus longs du monde.
Dans le dernier kilomètre du tunnel, 52 colonnes montantes en forme de champignon transportent les effluents traités du tunnel jusqu'au fond de l'océan, où ils sont dispersés.
Deux plongeurs sont morts dans un accident évitable au cours de la phase finale de construction en 1999,.
Avant l'ouverture complète de la nouvelle usine en 2000, Deer Island avait une capacité de débit moyenne de 343 mgd (millions de gallons par jour) et une capacité de débit de pointe de 848 mgd.
Le système avait des débordements d'égouts unitaires 60 jours par an, en moyenne, avec un total d'environ 10 milliards de gallons par an d'eaux usées non traitées s'écoulant dans le port de Boston.
La nouvelle usine a une capacité de pointe de 1 2000 mgd, avec des débits moyens de 380 mgd, et aucun rejet d'eaux usées brutes.